# سنجي (سلماس)
سنجي هي قرية في مقاطعة سلماس، إيران. يقدر عدد سكانها بـ 473 نسمة بحسب إحصاء 2016.